# Scott Seiver
Scott Seiver (Columbus, 14 april 1985) is een Amerikaans professioneel pokerspeler. Hij won onder meer het $5.000 No Limit Hold'em-toernooi van de World Series of Poker 2008 (goed voor een hoofdprijs van $755.891,-) en het $25.000 WPT Season IX World Championship (goed voor $1.618.344,-) in mei 2011. Seiver won tot en met juni 2018 meer dan $23.400.000,- in pokertoernooien (cashgames niet meegerekend).

## Wapenfeiten
Behalve een WSOP- en een WPT-titel won Seiver verschillende andere prestigieuze pokertoernooien. Zo won hij het $5.000 No Limit Hold'em-toernooi van de 2009 Doyle Brunson Five Diamond World Poker Classic (goed voor $218.008,-) en het $25.100 High Roller Event van de 2010 L.A. Poker Classic ($425.330,-).
Daarnaast is hij een vast deelnemer aan high roller-toernooien, waarin het inschrijfgeld relatief hoog is ($100.000 tot $1.000.000,-), maar het prijzengeld daardoor ook. Zo won hij
- $2.003.480,- door het $98.000 + 2.000 No Limit Hold'em - Super High Roller toernooi van PCA - 2013, Paradise Island op zijn naam te schrijven
- $1.189.116,- door tweede te worden in het €25.000 + 500 No Limit Hold'em - High Roller 8 Max-toernooi van de EPT - 10 - FPS - 4 - Grand Final, Monte Carlo
- $1.680,000,- met een zesde plaats in het  $1000000 No Limit Hold'em - The Big One for One Drop-toernooi van de World Series of Poker 2014

en
- $5.160.000,- met zijn tweede plaats in de $500.000 No Limit Hold'em - Super High Roller Bowl 2015.

## WSOP
| Jaar                       | Toernooi                                       | Prijs      |
| -------------------------- | ---------------------------------------------- | ---------- |
| World Series of Poker 2008 | $5.000 No Limit Hold'em                        | $755.891,- |
| World Series of Poker 2018 | $10.000 Limit Hold'em Championship             | $296.222,- |
| World Series of Poker 2019 | $10.000 Razz                                   | $301.421,- |
| World Series of Poker 2022 | $2.500 Freezeout No Limit Hold'em              | $320.059,- |
| World Series of Poker 2024 | $10.000 Omaha Hi-Lo 8 or Better Championship   | $426.744,- |
| World Series of Poker 2024 | $1.500 Razz                                    | $141.374,- |
| World Series of Poker 2024 | $10.000 No-Limit 2-7 Lowball Draw Championship | $411.041,- |